# Galaxies en interaction Vorontsov-Velyaminov
Les galaxies en interaction Vorontsov-Velyaminov (Vorontsov-Vel'yaminov Interacting Galaxies en anglais), notées VV, sont les galaxies en interaction de l'Atlas and Catalogue of Interacting Galaxies incluses par Boris Vorontsov-Velyaminov, R.I. Noskova et V.P. Arkhipova et publiées par le Conseil astronomique de l'Académie des sciences de Russie.
L'atlas et le catalogue[précision nécessaire] recensent 852 galaxies en interaction. En 2001, 1 162 objets (de VV853 à VV2014) ont été rajoutés à partir du Morphological Catalogue of Galaxies.